# FilmDrops csatorna
A FilmDrops interaktív csatorna egy olyan, Android és iOs rendszeren futó alkalmazás, mely a csatornán futó interaktív tartalmak nézésére ad lehetőséget. A csatorna egyelőre Magyarországon érhető el ingyenesen. Androidon 2.2, iOs-en 4.3 verzió fölött fut, iPhone-on, iPad-en és iPod-on. A formulát kifejezetten arra találták ki, hogy okostelefon-vagy tabletképernyőn nézve a néző beleszólhasson a futó történet alakulásába.

## története
A FilmDrops interaktív csatorna Ipacs Gergely ötlete nyomán jött létre. A cél egy olyan platform létrehozása volt, mely kiaknázza az okostelefon nyújtotta lehetőségeket, és a telefonfelhasználók szokásait. 2013. szeptembere óta elérhető Android és iOs rendszereken. A FilmDrops nevű alkalmazás ilyen rendszerek alatt futó okostelefonokra, tabletekre, okostévékre tölthető le, Magyarország területén ingyenesen. Ezen keresztül nézhetők a csatornára feltöltött interaktív tartalmak. Fejlesztői a FilmDrops Kft. és az Attrecto Zrt.

## produkciók
Chili vagy Mango

## fogadtatás

### kritikai fogadtatás
“Rendkívül innovatív, világszerte egyedülálló produkció.”
filmtekercs.hu
“A poénok is ülnek. Jó cucc!”
urbanplayer.hu
“Pergő ritmusban érkező, életszagú dialógusok, kisképernyőn is atmoszférateremtő hatású, meleg tónusú képek, és jól megválasztott színészek teszik szerethetővé a sorozatot."
Filmvilág magazin
“Valljuk be, Istent játszani jó móka.”
welovebudapest.com

### díjak és elismerések
Appra magyar! alkalmazásverseny: “Az Év Játék Alkalmazása 2013”
“Aranyszem Operatőri Díj”2013., tévéfilm kategória
Mediadesign verseny: “Mobil és Tabletalkalmazások 3. Hely” 2013.